# Nino Zanchin
Nino Zanchin, né le 20 mars 1930 à Camposampiero (Vénétie), est un réalisateur, assistant réalisateur, scénariste et acteur italien.
Il est parfois crédité au générique sous le nom de Robert Andrews.

## Filmographie

### Réalisateur
- 1967 : Alerte à la drogue (La lunga sfida)
- 1968 : Rébus (Rebus)
- 1972 : I figli chiedono perché (it)

### Scénariste
- 1968 : Rébus (Rebus)
- 1972 : I figli chiedono perché (it)

### Assistant réalisateur
- 1956 : Le Disque rouge (Il ferroviere) de Pietro Germi
- 1956 : Sous le signe de la croix (Le schiave di Cartagine) de Guido Brignone
- 1958 : L'Homme de paille (L'uomo di paglia) de Pietro Germi
- 1959 : La Loi (La legge) de Jules Dassin
- 1959 : Meurtre à l'italienne (Un maledetto imbroglio) de Pietro Germi
- 1959 : Hannibal (Annibale) de Carlo Ludovico Bragaglia et Edgar George Ulmer
- 1960 : Les Amours d'Hercule (Gli amori di Ercole) de Carlo Ludovico Bragaglia
- 1961 : Totò, Peppino et la Douceur de vivre (Totò, Peppino e... la dolce vita) de Sergio Corbucci
- 1961 : Totò l'Embrouille (Totòtruffa '62) de Camillo Mastrocinque
- 1961 : Jour après jour (Giorno per giorno, disperatamente) d'Alfredo Giannetti
- 1962 : Les Titans (Arrivano i titani) de Duccio Tessari
- 1962 : Jeunes Gens au soleil (Diciottenni al sole) de Camillo Mastrocinque
- 1962 : La Bande Casaroli (La banda Casaroli) de Florestano Vancini
- 1962 : Un beau châssis (I motorizzati) de Camillo Mastrocinque
- 1963 : Un drôle de type (Uno strano tipo) de Lucio Fulci
- 1964 : Un cœur plein et les poches vides (...e la donna creò l'uomo) de Camillo Mastrocinque
- 1964 : 002 Agents secrets (002 agenti segretissimi) de Lucio Fulci
- 1965 : Une fille qui mène une vie de garçon (La bugiarda de Luigi Comencini
- 1966 : Un certain Monsieur Bingo (Requiem per un agente segreto) de Sergio Sollima
- 1967 : Colorado (La resa dei conti) de Sergio Sollima

### Acteur
- 1958 : L'Homme de paille (L'uomo di paglia) de Pietro Germi : le barbier
- 1989 : Classe di ferro, série télévisée de Bruno Corbucci : Signor Scherone